# Bankhaus Lampe

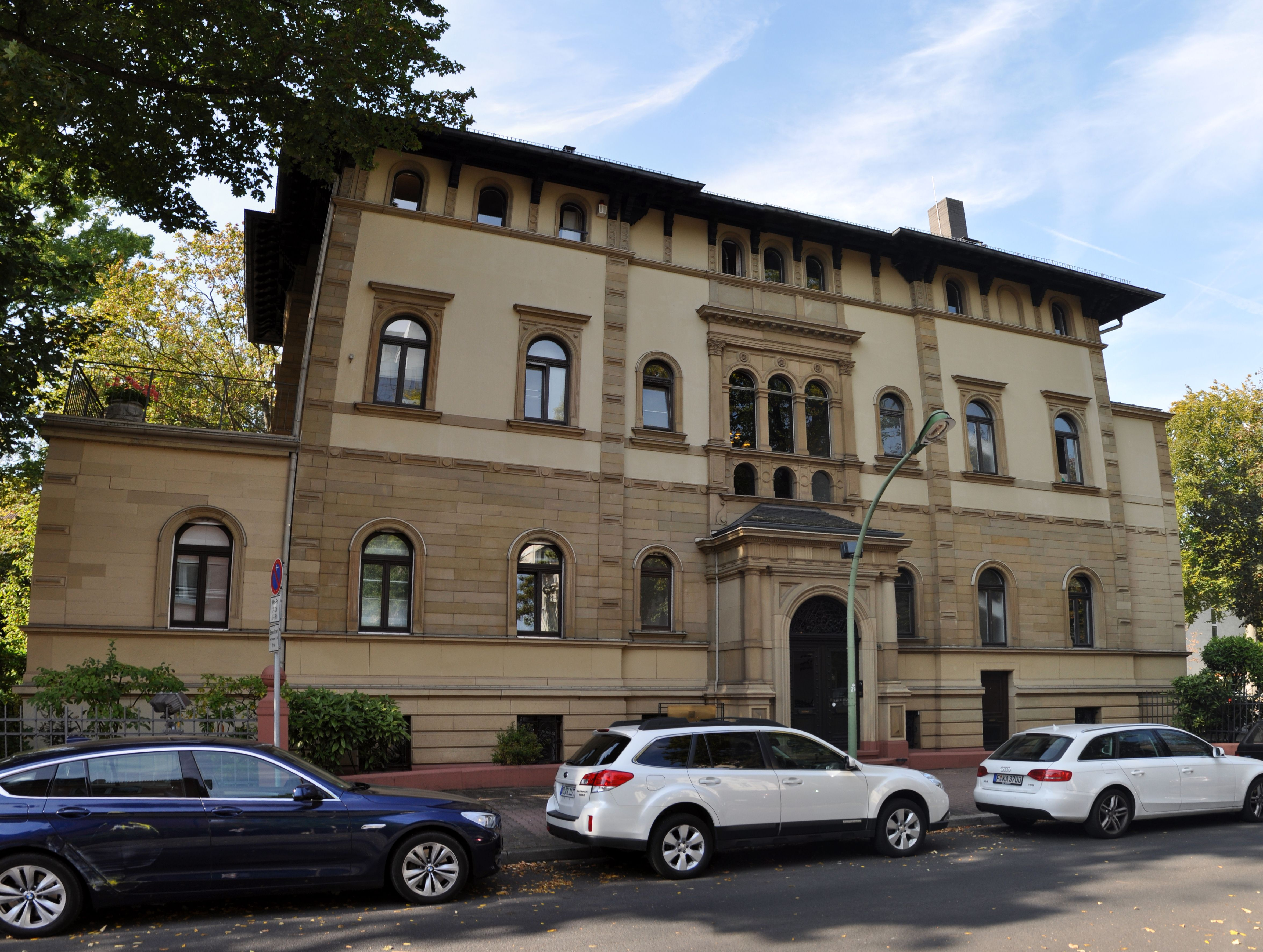
Oficina en Frankfurt

Bankhaus Lampe es un banco privado independiente alemán. Fundado en 1852, hoy es una compañía filial del grupo Dr. August Oetker KG, con sede en Bielefeld. Bankhaus Lampe es una sociedad limitada y está dirigida por los socios Stephan Schüller (portavoz), Nicolas Blanchard, Ute Gerbaulet y Werner Schuster. La sede central se encuentra en Bielefeld y las divisiones de gestión y de personal tienen su sede en Düsseldorf.

## Historia
El 1 de octubre de 1852, Hermann Lampe fundó un negocio de banca en Minden (Alemania). A finales del siglo XIX, se constituyó en sociedad anónima y colocó bonos en el exterior. Lampe murió accidentalmente en 1877. El banco quedó en manos de sus empleados Carl Siebe y Wilhelm Wegener. En 1917, sus respectivos hijos, Wilhelm Siebe y Karl Wegener, se hicieron cargo de la empresa.
En julio de 1949, la compañía se transformó en una sociedad limitada. Al mismo tiempo, Hugo Ratzmann se integró en Bankhaus Hardy & Co. como socio responsable y único director general de Bankhaus Lampe. El empresario de Bielefeld, Rudolf August Oetker, aportó 8.4 millones de DM y se convirtió en accionista mayoritario. Otros accionistas fueron las compañías Delius & Söhne, fundada en 1887 en Bielefelder por Carl Albrecht, y Reese GmbH, de Hamelner.
En 1951, el banco se trasladó a Bielefeld, mientras dejaba una sucursal en Minden. Tras la muerte de Ratzmann en un accidente en 1960, Carl Melien se convirtió en el único propietario. Más tarde cayó en manos de Horst Herold. A finales de 1963 intervino el banco central alemán y exigió legalizar el banco como brazo inversor del Grupo Oetker. Como consecuencia, Herold dimitió a finales de 1963.
El 1 de enero de 1964, Hans Heuer y Rudolf von Ribbentrop fueron nombrados directores generales. En ese momento, unos 200 empleados trabajaban en cuatro ubicaciones. Dos décadas después, su número llegó a más de 370 personas.
En 1968, la casa bancaria Erich Sültz fue adquirida y convertida en la sucursal de Hamburgo. En 1972, Ribbentrop se convirtió en Director Gerente del banco. En 1974, el antiguo DZ Bank adquirió más del 25% de las acciones de Bankhaus Lampe.
En la década de 1980 se inauguró la oficina de Frankfurt y se puso mayor énfasis en la banca de inversión. Desde 1990 el Grupo Oetker asumió el 25% de la participación del DZ Bank. Christian Graf von Bassewitz se convirtió en socio responsable en 1993. En 1998, Bankhaus Lampe asumió el control del Frankfurt Bankgesellschaft AG (Banco de la industria cervecera, fundado en 1899) y lo incorporó a la sucursal de Frankfurt. En el mismo año, se estableció una séptima sucursal en Múnich.
En 1999, Karl-Heinz Franke y en 2002 Peter Ebertz fueron nombrados socios responsables. Ferdinand Oetker se unió a la compañía en 2004 como director. A partir del 1 de marzo de 2006, la Junta de accionistas de Bankhaus Lampe nombró a Stephan Schüller, que había dejado la comisión ejecutiva de HypoVereinsbank en 2004, como portavoz de Bankhaus Lampe KG. Sustituyó en el cargo a Christian Count von Bassewitz. Ese año, Bankhaus Lampe adquirió la empresa consultora Conetwork, con sede en Hamburgo, y una participación mayoritaria en la muniquesa Fiduka Depotverwaltung. En 2008 se abrieron oficinas en Dresde y Stuttgart. De la fusión de las nuevas filiales Conetwork (Hamburgo) y Krueger & Uhen (Frankfurt), nació Lampe Corporate Finance GmbH en julio de 2013. Además, Bankhaus Lampe participó en la empresa austríaca Dale Investment Advisors GmbH.
En 2009 siguieron las aperturas de sucursales en Bonn y Osnabrück. La inversión en Dale Investment Advisors GmbH, de Viena, se convirtió en mayoritaria. En el mismo año se abrió la última sucursal en Bremen y Ulrich Cosse se unió al banco como socio responsable. También en 2009, se fundó Lampe Vermögensstreuhand GmbH como family office del banco. En julio de 2010, Karl-Heinz Franke se retiró.
En mayo de 2014, el Consejo Asesor de Bankhaus Lampe KG nombró a Nicolas Blanchard como accionista personalmente responsable. El 1 de octubre de 2015, Werner Schuster asumió el cargo de Ulrich Cosse, que había dejado el banco el 30 de septiembre de 2015, como socio responsable. Ute Gerbaulet fue nombrado accionista responsable con efecto de 1 de enero de 2017.

## Filiales
Bankhaus Lampe está representado en Alemania en 12 ubicaciones. Además de su sede central en Bielefeld, el banco de inversión cuenta con oficinas y filiales en las capitales alemanas Berlín, Bonn, Bremen, Dresde, Fráncfort, Hamburgo, Múnich, Münster, Osnabrück y Stuttgart, así como en las ciudades de Nueva York, Londres y Viena. El banco tenía una participación del 50% en la compañía de inversión con sede en Frankfurt, Universal Investment. En mayo de 2010, Bankhaus Lampe vendió las acciones de la cartera de gestión de activos de Atlantic-Vermögensverwaltung, de Zúrich, al suizo Bank von Roll, que se fusionó con Atlantic a partir del 1 de octubre.
- Lámpara Asset Management GmbH : Lampe Asset Management GmbH es 100% subsidiaria del banco y opera en intereses institucionales de gestión de activos.
- Lampe Capital Finance GmbH : inversiones en compañías alemanas.
- Lampe Capital UK Ltd : con sede en Londres, atiende a clientes institucionales en el Reino Unido.
- Lampe Credit Advisors : asesora a bancos y empresas en cuestiones complejas, gestión de cartera y de otras inversiones alternativas.
- Lampe Equity Management GmbH : asesora a clientes institucionales en energía renovable.
- Lampe Privatinvest Management GmbH : se centra en el gran público.

## Líneas de negocio
La oferta incluye la gestión de patrimonios, recursos propios, financiación y servicios de consultoría para pequeñas y medianas empresas así como el negocio de la banca y la gestión de activos para clientes institucionales.